# Ho voglia di te (singolo)
Ho voglia di te è un singolo del produttore discografico italiano Jvli e dei cantanti italiani Emma e Olly, pubblicato il 14 giugno 2024.

## Descrizione
Il brano, scritto da Paolo Antonacci, Olly e Julien "Jvli" Boverod, quest'ultimo anche produttore del brano. Boverod ha raccontato il processo di scrittura del brano e la scelta di collaborare nuovamente con la cantante:

## Video musicale
Il video musicale, diretto da Amedeo Zancanella, è stato pubblicato il 18 giugno 2024 attraverso il canale YouTube della cantante.

## Tracce
Testi e musiche di Federico Olivieri, Julien Boverod e Paolo Antonacci.
1. Ho voglia di te – 3:08

## Classifiche

### Classifiche settimanali
| Classifica (2024) | Posizione massima |
| ----------------- | ----------------- |
| Italia            | 20                |

### Classifiche di fine anno
| Classifica (2024) | Posizione |
| ----------------- | --------- |
| Italia            | 75        |